# Eduard Brückner
Eduard Brückner (29 de julio de 1862-20 de mayo de 1927) fue un geógrafo, meteorólogo, glaciólogo, y climatólogo austríaco.
Era originario de Jena, hijo del historiador germano-báltico Alexander Brückner y de Lucie Schiele. Luego de estudiar en el Gimnasio Karlsruhe, en 1881 estudió meteorología y física en la Universidad de Dorpat, graduándose en 1885. Se unió al Deutsche Seewarte (Oficina Hidrográfica Germana) de Hamburgo, y luego, siguió estudios en Dresde y en Múnich, siendo en 1888 profesor en la Universidad de Berna. Ese mismo año se casó con Ernestine Steine. En 1899, fue rector de la universidad. Volvió a Alemania en 1904, siendo profesor en la Universidad de Halle-Wittenberg. Dos años más tarde, en 1906, fue profesor en la Universidad de Viena. Falleció en Viena.
El profesor Brückner fue un experto en glaciares alpinos, y sus efectos sobre el paisaje. Entre 1901 y 1909 colaboró con el geógrafo y geólogo germano Albrecht Penck para producir una obra en tres vols. titulado Die Alpen im Eiszeitalter (Los Alpes en la Era Glacial), que fue una referencia sobre las glaciaciones por varias décadas. Brückner fue un defensor de la importancia del cambio climático, incluidos los efectos sobre la economía y la estructura social de la sociedad. Su investigación incluyó estudios de los cambios climáticos del pasado y propuso un largo de 35 años al ciclo de Brückner , tiempo frío y húmedo alternando con tiempo cálido y seco en el noroeste de Europa.

## Algunas publicaciones
- albrecht Penck, eduard Brückner 1909. Die Alpen im eiszeitalter. 3 vols. Reimpreso por C. H. Tauchnitz, 1.199 pp.

- julius von Hann, eduard Brückner, alfred Kirchhoff 1897. Allgemeine Erdkunde: Die feste Erdrinde und ihre Formen. 5ª ed. de F. Tempsky

- ----------------------, -------------------------, ------------------------. 1881. Allgemeine Erdkunde: Ein Leitfaden der astronomischen und physichen Geographie, Geologie und Biologie. 3ª ed. de Tempsky, 646 pp.

## Honores
El Centro de Estudios GKSS Eduard Brückner Prize, por logros sobresalientes en la investigación del clima interdisciplinario.